# Latara
Latara est une localité située dans le département de Kampti de la province du Poni dans la région Sud-Ouest au Burkina Faso.

## Géographie
Latara se trouve à 12 km au sud de Kampti. Le village se trouve juste au nord de la route déparmentale D54 et à un kilomètre à l'est de la route nationale 12 menant à la frontière ivoirienne.

## Santé et éducation
Latara accueille un centre de santé et de promotion sociale (CSPS) tandis que le centre médical le plus proche se trouve à Kampti et le centre hospitalier régional (CHR) de la province à Gaoua.